# Davika Hoorne
Davika Hoorne, thailändska ดาวิกา โฮร์เน่, också känd som Mai Davika, thailändska ใหม่ ดาวิกา, född 16 maj 1992 i Bangkok, är en thailändsk skådespelare och fotomodell. Hon debuterade som skådespelare i tv-serien Ngao Kammathep med en av huvudrollerna. Hoorne slog igenom på allvar med den romantiska filmen Freelance: Ham puay... Ham phak... Ham rak mor (Heartattack) (2015) och med Suddenly Twenty (2016). I komediskräckfilmen Pee Mak från 2013 har hon huvudrollen tillsammans med Mario Maurer. Pee Mak blev den mest inkomstbringande filmen i Thailands filmhistoria.

## Biografi
Hoorne är född i Bangkok med thailändsk och belgisk förälder och fick namnet Mai efter den thailändska sångerskan och skådespelaren Mai Charoenpura.
Hon gick i grundskola vid Phraharuthai Donmuang School och Kevalee International School och har sedan en examen från Rangsit-universitetet i mediavetenskap.

## Karriär
Hoorne började sin karriär som fotomodell vid 14 års ålder och gjorde ett antal reklamfilmer. Med stöd av sin manager Supachai Srivijit fick hon ett  filmkontrakt med Thailands TV, kanal 7. Hon debuterade som skådespelare med en av huvudrollerna i tv-serien Ngao Kammathep och slog sedan igenom med spelfilmerna Pee Mak (2013), Freelance: Ham puay... Ham phak... Ham rak mor (2015) och Suddenly Twenty (2016). 2016 började Hoorne arbeta frilans och har blivit flitigt efterfrågad.
Hoorne har tillsammans med den sydkoreanska sångerskan Ali (Cho Yong-jin) spelat in musikvideon No Way för Genie Music (KT Music). Hon har också spelat in musikvideon Run Now tillsammans med den vietnamesiske sångaren och skådespelaren Sơn Tùng M-TP.
2016 erhöll hon tillsammans med Mario Maurer den koreanska utmärkelsen Asia Model Awards.
2018 fick hon den thailändska utmärkelsen "Queen of Presenters" (ungefär "Drottning av presentatörer").
Hoorne är ambassadör för FN:s barnfond och WildAid Thailand.